# ウツギ
ウツギ（空木・卯木、学名: Deutzia crenata）はアジサイ科ウツギ属の落葉低木。別名はウノハナ。日当たりのよい山野にふつうに見られる。

## 名称
和名のウツギの名は「空木」の意味で、幹（茎）が中空であることからの命名であるとされる。花は卯月（旧暦4月）に咲くことからウノハナ（卯の花）とも呼ばれる。中国名は、齒葉溲疏。

## 分布と生育環境
日本と中国に分布し、日本では北海道南部、本州、四国、九州に広く分布する。
山野の路傍、崖地、林縁、川の土堤、人里など日当たりの良い場所にふつうに自生し、畑の生け垣にしたり観賞用に庭に植えたりする。

## 形態・生態
落葉広葉樹の低木で、樹高は1 - 2.5メートル (m) になり、よく分枝する。樹皮は灰褐色から茶褐色で、老木は縦に裂けて短冊状に粗く剥がれる。若い樹皮は茶褐色で、縦に浅く裂ける。枝は生長すると髄が失われて中空になる。株立ちし、樹皮は灰褐色で、古くなると剥がれる。新しい枝は赤褐色を帯び、星状毛が生える。
葉の形は変化が多く、長さ5 - 12センチメートル (cm) の卵状長楕円形から卵状披針形になり、葉柄をもって対生する。葉身は厚く、星状毛が生えてごわごわした感じになる。
花期は5 - 7月。枝先に円錐花序をつけ、直径10 - 15ミリメートル (mm) の白い花を多くまとまってつけ、垂れ下がって咲かせる。普通、花弁は5枚で細長いが、八重咲きなどもある。雄蕊は長短5本ずつあり、花糸に翼がある。萼には星状毛が生える。
果期は9 - 10月。果実は蒴果で、直径4 - 6 mmの椀形のような球形をしている。果実の先端には花柱が残る。秋に熟すと3 - 4裂し、冬でも枝に残っていることが多い。
冬芽は対生し、卵形で星状毛のある芽鱗に包まれ、枝にも星状毛が密生する。ふつう、枝先に仮頂芽が2個つき、芽鱗は8 - 10枚ある。冬芽のわきある葉痕は三角形で、維管束痕が3個ある。
- 樹皮
- 葉は対生
- 開花期
- ヤエウツギ（八重咲）
- 果実
- ウツギのイラスト（1870年）

## 利用・文化
庭木として植えられる。また田畑の畔に植えられて、土地の境界の目印にされたりもする。幹は木釘に加工されて利用される。
純白の花は「卯の花」とよばれて、古くから初夏のシンボルとして愛され、詩歌に詠まれて親しまれてきた。清少納言の随筆『枕草子』には卯の花と同じく初夏の風物詩であるホトトギスの鳴き声を聞きに行った清少納言一行が卯の花の枝を折って車に飾って帰京する話がある。近代においても唱歌『夏は来ぬ』で歌われるように初夏の風物詩とされている。
慣用句「卯の花腐たし」は、5月下旬の長雨を指し、卯の花（ウツギの花）を腐らすほどの雨を意味する。季語としては「花の雨」と「五月雨」との間で、俳句にも頻繁に使われる。ウツギの花言葉は、「思い出」「気品」とされている。

## 下位分類
変種のビロードウツギの他、多くの品種がある。
- ビロードウツギ Deutzia crenata Sieb. et Zucc. var. heterotricha (Rehder) H.Hara
- シロバナヤエウツギ Deutzia crenata Sieb. et Zucc. f. candidissima (Bon.) H.Hara
- オオミウツギ（クマガワウツギ） Deutzia crenata Sieb. et Zucc. f. macrocarpa Nakai
- サラサウツギ（ヤエウツギ） Deutzia crenata Sieb. et Zucc. f. plena (Maxim.) C.K.Schneid.
- ジクゲウツギ（ケウツギ） Deutzia crenata Sieb. et Zucc. f. pubescens (Makino) H.Hara
- ムラサキウツギ（アケボノウツギ）Deutzia crenata Sieb. et Zucc. f. purpurina Honda

## 他属、他科の「ウツギ」
ウツギ属に属する種の他にも、ウツギと名のつく木は下記のように数多く、花の美しいものや、葉や見かけがウツギに似たものなどがある。ウツギとは類縁関係が遠い科や属の異なる種でも、幹が中空な植物はウツギと呼ばれていることがある。民間信仰で、中空の枝を持つ植物は神との絆が強いと考えられ、神聖なものとされた。そのため「○○ウツギ」と名のついたものがたくさんできたと考えられている。
- アジサイ科：バイカウツギ、ノリウツギ
- スイカズラ科：タニウツギ、ニシキウツギ、ツクバネウツギ、ベニバナツクバウツギ、ハコネウツギ
- ドクウツギ科：ドクウツギ
- フジウツギ科：フジウツギ
- ミツバウツギ科：ミツバウツギ
- バラ科：コゴメウツギ

など。